# Ronilice
Ronilice (lat. Aythyinae) su potporodica pataka koje nastanjuju uvale, ušća i jezera, a plivaju ispod površine vode. Pripadaju joj tri roda i 15 živućih vrsta. Ove ptice nastanjuju gotovo sve kontinente. Međutim, najviše su rasprostranjene u Sjevernoj Americi.

## Značajke
Ronilice traže hranu prilikom ronjenja ili plivanja pod vodom. Zbog toga je njihovo tijelo zdepasto, a vrat kraći nego u pravih pataka. Tako im je uzgon nizak, te mogu biti jako duboko u vodi. Velika ptičje stopala nalaze se iza tijela. Polijetanje iz vode za ronilice je relativno teško, ali ipak su dobre letačice.
Iako su mužjaci vedro obojeni, njihovo perje nije onako blistavo i veličanstveno kao kod pravih pataka. Jako je izražen spolni diformizam, ženke su puno neprimjetnijeg izgleda nego mužjaci, jer im je perje obojeno manje jarkim bojama.

## Životne navike
Ronilice se hrane svim biljnim dijelovima i vodenim beskralješnjacima. Neke vrste isključivo se hrane biljkama, a neke isključivo životinjama. U prosjeku rone 30 sekundi. Ne rone nikad dulje od jedne minute. Rone u dubinu od 1 do 3 metra. Maksimalna dubina je 7 metara.

## Sistematika
Ronilice su smještene u posebnu potporodicu, iako su morfološki bliske pravim patkama. Ali, ipak postoje neke razlike, koje su izražene u strukturi dušnika. Neke analize pokazuju da su ronilice i prave patke jako udaljene, te da su sve njihove sličnosti posljedica konvergentne evolucije.
Tri roda uključena su u ovu potporodicu. Pjegava patka nalazi se u zasebnom rodu Marmaronetta, jer se od ostalih ptica dosta razlikuje po morfološkim i molekularnim karakteristikama. Vjerojatno izumrla ružičastoglava patka, prethodno smještena u rod Rhodonessa, bila je predlagana da se smjesti u rod Netta, ali to još nije istraženo. Analiza DNK, koja bi vjerojatno riješila ovo pitanje još nije provedena zbog nedostatka odgovarajućih materijala. Osim toga, moguće je i da se pjegavoglava patka (lat. Cairina scutulata) odvaja u zaseban rod Asarcornis, koji je blizak rodu Aythya, te pripada ovoj potporodici.
Potporodica Aythyinae:
- Rod Marmaronetta
  - Pjegava patka Marmaronetta angustirostris
- Rod Netta (privremeno u njega uključen rod Rhodonessa, odnosno ružičastoglava patku)
  - Ružičastoglava patka Netta caryophyllacea ili Rhodonessa caryophyllacea ; vjerojatno izumrla (1945?)
  - Patka gogoljica Netta rufina
  - Crvenooka patka Netta erythrophthalma
  - rumenokljuna patka (Netta peposaca)
- Rod Aythya
  - Riđoglava patka Aythya valisineria
  - Glavata patka Aythya ferina
  - Crvenoglava patka Aythya americana
  - Prstenokljuna patka Aythya collaris
  - Australska patka Aythya australis
  - Smeđoprsa patka Aythya baeri
  - Patka njorka Aythya nyroca
  - Madagaskarska patka njorka Aythya innotata - strahovalo se da je izumrla, ponovno otkrivena 2006., pred izumiranjem je
  - Réunionska patka, Aythya cf. innotata - izumrla oko 1690.
  - Novozelandska patka Aythya novaeseelandiae
  - Krunata patka Aythya fuligula
  - Patka crninka Aythya marila
  - Sivoleđa patka Aythya affinis